# L'unica (Perturbazione)
L'unica è un singolo del gruppo musicale italiano Perturbazione, pubblicato il 20 febbraio 2014.

## Descrizione
La title track, L'unica, è stato presentato in gara al Festival di Sanremo 2014 e inserito nella riedizione dell'album Musica X, insieme all'altra canzone presentata al festival, ossia L'Italia vista dal bar. Tra gli strumenti utilizzati durante l'esecuzione a Sanremo figura anche un theremin.
Il brano si è classificato sesto nella classifica finale del Festival.

## Video musicale
Il video musicale del brano è stato diretto da Jacopo Rondinelli.

## Tracce
Testi e musiche di Tommaso Cerasuolo, Gigi Giancursi, Rossano Lo Mele, Alex Baracco, Elena Diana e Cristiano Lo Mele.
1. L'unica – 3:18

## Classifiche
| Classifica (2014) | Posizione massima |
| ----------------- | ----------------- |
| Italia            | 24                |